# Mohammad Navazi
Mohammad Navazi (5 settembre 1974) è un allenatore di calcio ed ex calciatore iraniano, attuale CT dell'Iranjavan.

## Carriera
Per quanto riguarda la carriera nel calcio giocato, ha partecipato per 20 anni sempre al campionato iraniano.

### Nazionale
Con la maglia della nazionale ha preso parte alla Coppa d'Asia 2000.

## Palmarès

### Giocatore

#### Competizioni nazionali
- Campionato iraniano: 2

Esteghlal: 1997-1998, 2000-2001
- Coppa d'Iran: 3

Esteghlal: 1999-2000, 2001-2002, 2007-2008